# Истепанян, Роберт
Роберт Истепанян (англ. Robert Istepanian) — британский учёный, пионер и мировой эксперт в области мобильного здравоохранения, создатель самого термина "мобильное здравоохранение" — mHealth.
Приглашённый профессор Института глобальных инноваций в здравоохранении медицинского факультета Имперского колледжа в Лондоне, профессор передачи данных для здравоохранения и основатель-директор Исследовательского центра медицинской информации и сетевых технологий (MINT) в Университете Кингстона в Лондоне, почётный приглашенный научный сотрудник Leverhulme в Центре глобальных инноваций в области электронного здравоохранения Университета Торонто и University Health Network.
В 2009 году он был удостоен награды IEEE за лучшие труды и самую цитируемую статью от Общества инженеров-медиков и биологов IEEE за свою основополагающую работу и статью по мобильному здравоохранению (m-health), опубликованную в 2004 году. В 1999 году он также был удостоен премии IEE Heaviside от Института электротехники (IEE), Великобритания. 

## Биография
Истепанян получил степень доктора философии на кафедре электроники и электротехники в Университете Лафборо, Великобритания, в 1994 году. 
В настоящее время он является профессором передачи данных в Университете Кингстона, Лондон, где он также является основателем и директором Исследовательского центра медицинской информации и сетевых технологий (MINT).
С тех пор он занимал несколько академических и исследовательских должностей в Великобритании и Канаде, включая старшего лектора в Университете Портсмута и Университете Брунеля, Великобритания. Он также был доцентом в Университете Райерсона, Канада, и адъюнкт-профессором в Университете Западного Онтарио. 
Истепанян был членом нескольких редакционных коллегий IEEE Transactions и международных журналов, включая IEEE Transaction on Information Technology in Biomedicine (1997–2011), IEEE Transactions on Nanobioscience и IEEE Transactions on Mobile Computing, а также International Journal of Telemedicine and Applications и Journal of Mobile Multimedia. А также занимал многие другие должности.

### mHealth
До появления mHealth у врачей не было простого способа доступа к информации и инструментам, необходимым для принятия решения, которое было бы быстрым и соответствующим образом информированным. Жизненно важные задачи, которые раньше заняли бы гораздо больше времени, теперь могут занять у врача всего несколько секунд в первичной точке оказания помощи. Практическим примером использования технологии mHealth является ситуация, когда врачу необходимо пересчитать дозу лекарственного средства с учетом колебаний веса пациента, что является распространенной проблемой среди онкологических больных.
«Мобильное здравоохранение» используется для обозначения медицинской практики и общественного здравоохранения, поддерживаемых мобильными устройствами. Термин чаще всего используется в отношении использования мобильных устройств связи, таких как смартфоны, планшетные компьютеры и персональные цифровые помощники, а также носимых устройств, таких как смарт-часы, для медицинских услуг, информации и сбора данных.
Истепанян предложил в 2005 году термин "mHealth" и определил его как использование «развитие мобильной связи и сетевых технологий для нужд здравоохранения».